# سائو رن
سائو رن () (۱۶۸–۶ مه ۲۲۳)،   نام محترم ژیژیائو، یک ژنرال نظامی بود که در اواخر سلسله هان شرقی چین تحت فرماندهی جنگ سالار سائو سائو، که پسر عموی دوم بزرگتر او نیز بود، خدمت می‌کرد. او به خدمت در ایالت سائو وی - که توسط پسر و جانشین سائو سائو، سائو پی - در دوره سه پادشاهی تأسیس شده بود، ادامه داد. او نقش مهمی در کمک به سائو سائو در جنگ‌های داخلی ایفا کرد که منجر به پایان سلسله هان شد. او به عنوان مارشال بزرگ (大司馬) منصوب شد زمانی که سائو پی به تخت سلطنت رسید، به جهت خدمات در تأسیس وی اعتبار یافت.